# الدوري المكسيكي الممتاز 1980-81
الدوري المكسيكي الممتاز 1980-81 (بالإسبانية: Primera División de México 1980-81)‏ هو موسم من الدوري المكسيكي الممتاز. كان عدد الأندية المشاركة فيه 20، وفاز فيه نادي أونيفرسيداد ناسيونال.